# Tuzos de Guanajuato
Los Tuzos de Guanajuato' o ' fue un equipo de béisbol con sede en Guanajuato, Guanajuato, México. Participó en la Liga Central Mexicana de Béisbol en los años de 1960-1967; 1975-1976; 1978, y posteriormente en la Liga Invernal Mexicana en la temporada Temporada 2015-2016, como sucursal los Leones de Yucatán de la Liga Mexicana de Béisbol.
Fernando Valenzuela, futuro jugador de Grandes Ligas, integró los Tuzos de Guanajuato en la década de 1970.

## Jugadores

### Roster actual
Actualizado al 8 de diciembre de 2015.
"Temporada 2015-2016"
| Lanzadores: - 6 Manuel de Jesús Rodríguez Caamal - 16 Carlos Fernando Medina Bernal - 17 Jorge Jormac Quiñones Valenzuela - 18 Salvador Hernández Iturralde - 19 José Mario Meza Mota - 20 Eduardo Álvarez Cabrera - 22 Guillermo Enrique Valencia Carrillo - 23 Carlos Edilberto Pech Chale - 25 Alexis Ruiz Ramírez - 28 Brandon Ignacio Navarro Díaz - 30 Luis Carlos Reyes Flores - 34 José Luis Hernández Espinoza - 37 Jonhatan Gerardo Castellanos Flores - 32 Jonathan Yuscany Durán Inzunza Receptores: - 1 Daniel Antonio Mercado Escárcega - 2 José Andrés Morales Jiménez |  | Jugadores de Cuadro: - 3 Héctor Carlos Chapa Reyes - 4 Missael Eduardo Rivera Loredo - 5 Filiberto Castro Ayala - 15 Ricardo Serrano Fabela - 24 Brayan Alonso Quintero Pérez - 68 Kristian Oliver Delgado Franco Jardineros: - 13 Víctor Manuel Angulo Zúñiga - 14 Walter Cirilo Higuera Ayala - 27 Manuel Alejandro Cruz Casique - 35 Jesús Filiberto Flores Gutiérrez Mánager: 7 Willie Romero |

### Jugadores destacados
- Manuel Copado Rubi.
- Walter Higuera.
- Daniel Mercado.